# أرمين ريتشل
أرمين ريتشل (بالألمانية: Armin Reichel)‏ هو لاعب كرة قدم ومدرب كرة قدم ألماني في مركز حراسة المرمى، ولد في 31 يناير 1958 في Glan-Münchweiler ‏ في ألمانيا. لعب مع تنس بوروسيا برلين ونادي ساربروكن ونادي كايزرسلاوترن.

## وصلات خارجية
- أرمين ريتشل على موقع قاعدة بيانات كرة القدم.إي يو (الإنجليزية)
- أرمين ريتشل على موقع بيانات كرة القدم. دي إي (الألمانية)